# Golmayo
Golmayo település Spanyolországban, Soria tartományban. Golmayo Soria, Los Rábanos, Quintana Redonda, Rioseco de Soria, Calatañazor, Villaciervos és Cidones községekkel határos. Lakosainak száma 3059 fő (2024).

## Népesség
A település népessége az elmúlt években az alábbi módon változott:
| Lakosok száma | 856  | 1210 | 1688 | 1924 | 2219 | 2391 | 2561 | 2626 | 2893 | 3059 |
|               | 2001 | 2004 | 2007 | 2009 | 2012 | 2014 | 2017 | 2019 | 2022 | 2024 |